# Machava
Machava é uma área eminentemente residencial nos arredores noroeste do Maputo, capital de Moçambique. Administrativamente, é um posto administrativo do município da Matola, província de Maputo, incluindo os seguintes bairros:
Infulene, Unidade A, Trevo, Patrice Lumumba, Machava Sede, São Damaso, Bunhiça, Tsalala, km-15, Mathlemele, Cobe, Matola Gare, e Singathela. 
Existe aí um estádio multiusos, com capacidade para 45 000 espectadores e utilizado sobretudo para partidas de futebol. Foi mandado construir pelo governo português e inaugurado em 30 de Junho de 1968, recebendo originalmente o nome de Estádio Salazar. Depois da independência de Moçambique, em 1975, foi rebatizado como Estádio da Machava e é hoje propriedade do Clube Ferroviário de Maputo.
A pouca distância do estádio, ergue-se a prisão da Machava, um grande complexo penitenciário construído em princípios da década de 1950.